# Marghine
Marghine és una regió històrica de Sardenya central, dins la província de Nuoro, que limita amb les subregions sardes de Planargia, Meilogu, Goceano, Barbagia di Nuoro, Barbagia di Ollolai, Barigadu, Campidano di Oristano i Montiferru. Comprèn els municipis de Birori, Bolotana, Borore, Bortigali, Dualchi, Lei, Macomer, Noragugume i Silanus. Té una extensió de 475,42 km² i una població de 23.127 habitants.